# كسبار إبل
كسبار إبل (بالألمانية: Kaspar Ebel)‏ (1595 - 1664 م) هو فيلسوف ولاهوتي ألماني.
له شرح على كتاب في الوجود والماهية لتوما الاكويني.